# Leuchtkugeln

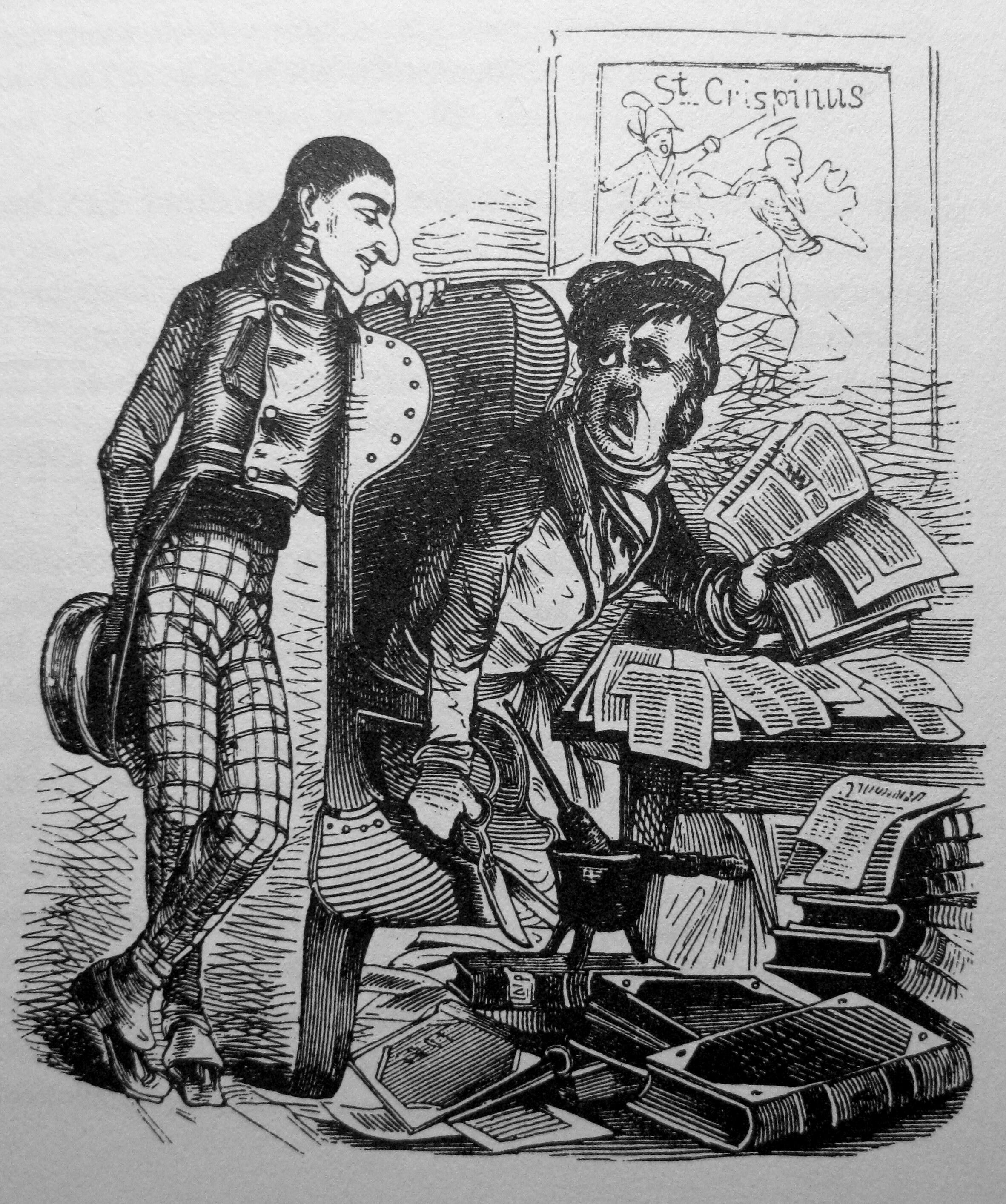
Der Büchermacher, Karikatur in Leuchtkugeln

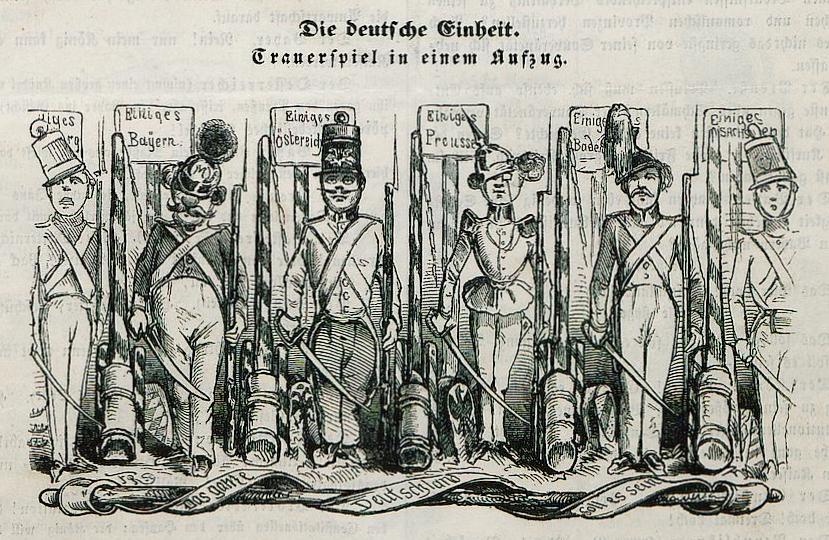
Die Deutsche Einheit, 1848

Die Zeitschrift Leuchtkugeln mit dem Untertitel „Randzeichnungen zur Geschichte der Gegenwart“ war eine von Dezember 1847 bis April 1851 in München und wenig später für einige Monate in Hildburghausen erscheinende Satirezeitschrift.
Die Leuchtkugeln wurden im Herbst 1847 gegründet. Redakteure waren Alexander Ringler und Emil Roller. Für ihre künstlerische Gestaltung war der im Königreich Bayern hoch angesehene Lithograph und Maler Franz von Seitz zuständig.
Die Zeitschrift wandte sich an eine  überwiegend linksliberale und demokratisch gesinnte Minderheit. Dies spiegelt sich auch in der nur geringen Auflage des zweiten Bandes von 8000 Exemplaren wider. Gleichwohl zählten die "Leuchtkugeln" neben dem Stuttgarter "Eulenspiegel", dem Berliner "Kladderadatsch", dem Frankfurter "Satyr" und dem Hamburger "Mephistopheles" zu den bedeutendsten deutschen Satirewerken der Revolutionszeit – einem Genre, das sich im Unterschied zu Großbritannien und Frankreich erst noch aus seiner provinziellen Organisation lösen musste.
Die Leuchtkugeln erschienen erst dreiwöchentlich, dann wöchentlich und hatten einen Umfang von acht Seiten. Sie konnten sowohl drei Mal im Monat als eine aus 8 Seiten bestehende Nummer oder als halbjährlich erscheinender Band gekauft werden, der sich dann aus 24 Nummern bzw. 192 Seiten zusammensetzte.
Bekannte Autoren waren unter anderem Roderich Benedix, Ferdinand Freiligrath, Ludwig Kalisch, Theobald Kerner, Gottfried Kinkel, Rudolf Marggraff, Hermann Rollett, Ludwig Seeger, Carl Hermann Schmolze und August Silberstein.
„Von Anfang an traten die Leuchtkugeln frech und politisch auf“ und aufgrund  ihrer politischen Ausrichtung, sowie der scharfen Formulierungen war die Zeitschrift im deutschsprachigen Raum bekannt und stand ständig unter Beobachtung der staatlichen Zensur. Gerade dieser Ruf führte jedoch dazu, dass die Zeitschrift 1851 – als die Monarchien die Oberhand wieder zurückgewonnen hatten – in verschiedenen Staaten des Deutschen Bundes verboten wurde. In München erschienen 168 Nummern der Leuchtkugeln. Da die Hefte jeweils ohne Datumsangaben veröffentlicht wurden, bleibt ihre genaue historische Datierung unbekannt.
Ein 8. Band der Zeitschrift wurde Ende Mai 1851 vom Verlag des bibliographischen Instituts in Hildburghausen zusammen mit seiner von Herrmann Julius Meyer in New York geführten Filiale herausgegeben. Nach einem Prozess gegen den verantwortlichen Redakteur Emil Roller im September und Oktober 1851 und weiteren Zensurmaßnahmen, wurden die Leuchtkugeln nach 14 in Hildburghausen erschienenen Nummern nicht mehr weitergeführt.

## Karikaturen
siehe: Berliner Janus